# Wat Arun
Wat Arun (en tailandès:วัดอรุณ, el temple de l'alba) és un temple budista (wat) a Bangkok, Tailàndia. El temple és al districte de Bangkok Yai, a l'oest del riu Chao Phraya. El nom complet del temple és Wat Arunratchawararam Ratchaworamahavihara (วัดอรุณราชวรารามราชวรมหาวิหาร).

## Arquitectura

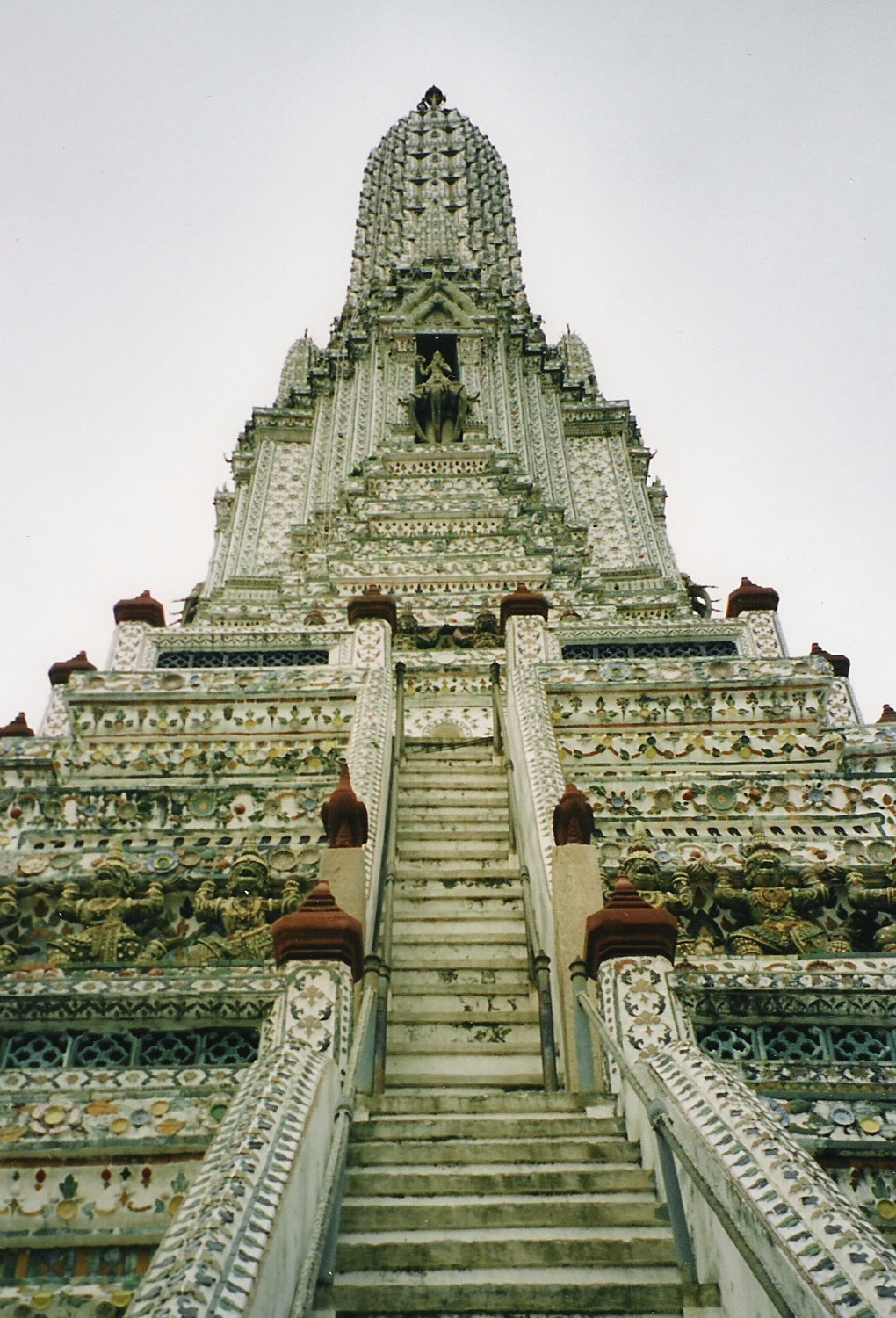
Prang del Wat Arun

La figura que ressalta del Wat Arun és la seva torre central (prang) d'estil khmer. Els graons condueixen a les dues terrasses. L'altura total, segons diferents fonts està entre 66,80 m i 86 m. Les cantonades estan envoltades per quatre torres més petites. Els prangs estan decorats amb closques de mol·luscs i trossos de porcellana, usats com a balast en vaixells que navegaven de Bangkok a la Xina. Al voltant dels prangs es troben diferents figures d'antics soldats xinesos i animals. Al voltant de la segona terrassa hi ha quatre estàtues del déu hindú Indra cavalcant Erawan.
A la riba hi ha 6 pavellons d'estil xinès. Els pavellons es fan de granit verd i contenen ponts d'aterratge.
Prop dels prangs està la Sala de l'Ordenació, on hi havia la imatge del Buda Niramitr, suposadament dissenyada pel rei Rama II. L'entrada principal té un sostre amb una figura coronant-la, decorada amb ceràmica i estuc. En la part principal, hi ha dues figures de dimonis, que caracteritzen els guardians del temple.

## Història
El temple va ser construït durant els dies en què Ayutthaya era l'antiga capital de Tailàndia i es coneixia originalment com Wat Makok (Temple de l'Oliva). En l'època següent, sent Thonburi la capital, el rei Taksin va canviar el seu nom a Wat Chaeng.
Al temple va estar situat el Buda d'Esmeralda durant un breu espai de temps, abans de traslladar-se a Wat Phra Kaew (literalment el Temple del Buda d'Esmeralda) el 1784.
Posteriorment, el rei Rama II va tornar a canviar el seu nom, anomenant-lo aquesta vegada Wat Arunratchatharam, el va restaurar i va ampliar el prang central. La feina va ser acabada pel rei Rama III. El rei Rama IV va ser qui li va donar al temple el seu nom actual, Wat Arunratchawararam.
Com a signe del canvi dels temps, a Wat Arun va ser ordenat oficialment el primer occidental, Sean Patrick, dels Estats Units, el 2005.

## Mitologia
El prang central simbolitza la muntanya Meru de la cosmologia hindú. Els prang satèl·lits estan dedicats al déu del vent, Phra Phai. Els dimonis del camí d'entrada, són del Ramayana. La figura blanca es diu Sahassateja i la gran i verda és coneguda com a Tasakanth.